# 존 엔디컷
존 엔디컷(영어: John E. Endicott, 1936년 8월 ~ )은 미국의 국제관계학자이다.
미국 오하이오주 신시내티 출신으로 1954년에 오하이오 주립 대학교에 입학하여 1958년에 정치학 학사 학위를 취득하였다. 대학 졸업 후 공군에 입대를 했으며, 1959년에 도쿄에서 근무하였는데 후에 아시아 안보 전문가가 되는 계기가 되었다.
공군에 복무하는 동안 1968년에 오마하 대학교에서 유럽역사를 공부하여 석사학위를 취득했으며, 1973년에 터프츠 대학교에서 국제관계를 공부하여 다시 석사학위를 취득하였고, 1974년에는 터프츠 대학교에서 국제관계로 박사학위를 취득하였다.
1986년에 공군 대령으로 예편했고, 이후에 미국 국방부 산하 국가 전략 연구소장을 역임했으며, 1989년부터 2007년까지 조지아 공과대학교 국제전략기술정책센터 소장 겸 샘넌 국제대학원 교수로 재직하였다.
1991년에는 한반도, 일본, 대만, 몽골, 시베리아, 중국 동북부에서 핵무기를 완전 제거하는 것을 목표로 하는 국제민간운동인 'LNWFZ-NEA 운동'을 제창하였으며 사무국 의장을 맡기도 하였고 2005년에 노벨 평화상 후보에 오르기도 하였다.
2007년 9월에 우송대학교의 솔브릿지 국제대학장 및 총장대우로 부임하였으며, 2009년 1월 6일에 우송대학교 총장으로 취임하였다.
2021년 8월 31일까지 우송대학교 총장으로 재직 후 신임총장 오덕성에게 이임하였다.